# Länsväg N 760
Länsväg 760 (Halland) går Varberg–Tvååker–Sibbarp - korsningen med länsväg 154. Vägen går på hela sin sträcka i Varbergs kommun.
De första kilometerna söderut från Varberg går vägen utmed kusten och utgör en del av Västkustvägen. Utanför Gamla Köpstad viker vägen av åt öster och korsar efter några kilometer E6/E20 vid trafikplats Tvååker. Någon kilometer efter trafikplatsen kommer man in i samhället Tvååker, som man korsar rakt igenom. Vägen fortsätter åt sydost över de öppna slätterna och når Sibbarp efter cirka 10 kilometer. Vägen fortsätter i samma riktning ytterligare några kilometer tills den slutar i en trevägskorsning med länsväg 154.
Vägen är tvåfältig landsväg på sträckan Varberg–Tvååker. Sträckan mellan Varberg och Gamla Köpstad (som löper utmed kusten) är en del av gamla E6. Sträckan från Gamla Köpstad till Tvååker är relativt nybyggd och invigdes i samband med att motorvägen drogs förbi Varberg. Denna väg byggdes för att förbättra den södra infarten till Varberg från motorvägen. I samband med detta byggdes också korsningen vid Gamla Köpstad om så att trafiken som skall vidare söderut längs kusten på Västkustvägen/gamla E6 får svänga. Vägen är skyltad 70 km/h hela sträckan från utkanten av Varberg till Gamla Köpstad och växelvis 70/90 mellan Gamla Köpstad och Tvååker. Genom Tvååker är hastigheten sänkt till 50 km/h.
Efter Tvååker är vägen sämre, dock fortfarande med mittlinje (2006). Vägen är skyltad 70 km/h hela sträckan till Sibbarp. Efter Sibbarp, på den resterande delen av vägen, är vägen smalare och saknar mittlinje. Den första delen närmast öster i Sibbarp är dock väldigt rak och skyltad 90 km/h. Därefter sänks hastigheten till 70 km/h och förblir så fram till korsningen med Länsväg 154.